# Edla Skoglund
Edla Sofia Skoglund, född Malmström 12 maj 1831 i Västerås församling, Västmanlands län, död 7 juni 1875 i Hovförsamlingen, Stockholms stad, var en svensk operasångerska (sopran).  

## Biografi
Skoglund var dotter till Georg Malmström, kammartjänare på Västerås slott. Hon var elev från 1848, korsångare 1852, och engagerad vid kungliga operan från 1856 till 1875. Hon gjorde sin debut som Elvira i Don Juan 1856, men tjänstgjorde annars enbart som korist. 
Hon gifte sig 1861 med oboisten Andreas Emanuel Skoglund.